# 丹澤誠二
丹澤 誠二（たんざわ せいじ、1990年12月23日 - ）は、日本の俳優、サクソフォーン奏者。東京都出身。

## 人物・エピソード
- あだ名は「せいじ」「たんたん」「せいちゃん」「ざわ」[1]
- 特技はサックス（大学在学中に山野ビッグバンドジャズコンテストで三連覇）、フルート、ピアノ、作曲、弾き語り。[2]山登りが好き。[3]姿勢を良くする為に2017年からクラシックバレエを習い始めた。[4]
- 予定が空くと海外旅行をすることもある。好きな旅行先はシアトル、タイなど。[5]
- 国立音楽大学在学時にはNEWTIDE JAZZ ORCHESTRAに所属。[4] 現在はLowland Jazzに所属。
- 吹奏楽をやっていた兄と姉がきっかけでコンサートを初めて鑑賞。中学時代、音楽の授業の一環でプロのオーケストラ演奏を初めて鑑賞。 大学時代、友人に誘われて参加したMr.Children[6]のライブでプロアーティストの歌唱を初めて鑑賞。
- 父親はトランペットを趣味としている。[6]
- 母親はケーキ屋を営んでいる。[7]
- 祖父母がクラシックを好み、父親がジャズを好んでいた為、幼い頃から音楽に触れていた。10歳の時ヤマハ音楽教室でサックスを習い、中高は吹奏楽の強豪校に所属していた。[4]
- 国立音大在学中、副科で声楽・ピアノ・三味線・フランス語を履修していた。同時期教員免許必修科目のため三味線も履修していた、という発言から教員免許を取得していると思われる。[6]
- ミュージカル『スタミュ』の戌峰誠士郎役はオファーを受け、出演が決定した。[5]共演した山中翔太、櫻井圭登、ランズベリー・アーサーらと仲が良く[8] 、同じく俳優の田中涼星、辻凌志朗とも親交がある。[9]
- 好きな飲み物はジンジャーエール[10]、好きな映画は『ギルバート・グレイプ』、『ルビー・スパークス』
- カラオケの十八番は清水翔太、秦基博。

- 大学時代には美容室の清掃、レストランのホール、ウェディングモデルのアルバイトをしていた。[1]
- 理想のプロポーズはタイトル『marry me』の曲を作曲して彼女だけに贈ること。[1]
- 自他共に認めるかなりの汗っかき。[10]

```
 ･2021年12月23日のBIRTHDAY LIVEにて当wikiページと上記の件について言及していた。
```

- 2020年3月31日に、それまで5年間所属していたマナセプロダクションとの契約を終了[11]し、以降はフリーランスで活動している。手紙、プレゼントの送り先はマナセプロダクションへ。（2023年4月6日編集時点）

## 出演

### テレビ番組
- ムジカ・ピッコリーナ（2013年6月、NHK）
- 特別番組『スタミュin打ち上げパーティー！！』（2018年6月25日、TOKYO MX 他）

### 映画
- さよならあたしの夜（2015年2月13日公開）[12]

### 舞台
俳優として
- ミュージカル「スタミュ」 - 戌峰誠士郎 役
  - ミュージカル「スタミュ」（2017年4月1日 - 16日、Zeppブルーシアター六本木/森ノ宮ピロティホール）
  - ミュージカル「スタミュ」スピンオフ team柊 単独レビュー公演 「Caribbean Groove」（2018年4月27日 - 28日、舞浜アンフィシアター）
  - ミュージカル「スタミュ」Second Season（2018年7月、日本青年館/森ノ宮ピロティホール）[13]
  - team柊単独公演『Caribbean Groove』（2019年5月30日 - 6月2日、舞浜アンフィシアター）** ミュージカル『スタミュ』-3rdシーズン-（2019年8月 - 9月、日本青年館ホール/森ノ宮ピロティホール）
- 昆虫戦士コンチュウジャー2 〜激突！恐怖の戦士、ネオコンチュウジャー！〜（2017年8月12日 - 20日、全労済ホールスペース・ゼロ） - 五重乃トウゴ 役

サクソフォーン奏者として
- 血界戦線（2019年11月2日 - 17日、銀河劇場/梅田芸術劇場 シアター・ドラマシティ）トビー･マクラクラン役。アルトサックスにて参加。
- カレーライフ（2015年10月17日 - 11月7日、Zeppブルーシアター六本木/熊本県立劇場 演劇ホール/森ノ宮ピロティホール）‐ 演奏

### イベント・コンサート

#### 主催イベント
- 丹澤誠二バースディライブ「SEIJI TANZAWA BIRTHDAY LIVE’18〜a Rose〜」（2018年12月21日、Mt.RAINIER HALL SHIBUYA PLEASURE PLEASURE）
- SEIJI TANZAWA SPRING  LIVE 2019- Sakura -（2019年4月28日、sonorium）
- SEIJI TANZAWA 1st Talk event 2019 (2019年7月5日、SHIDAX CULTURE HALL)
- SEIJI TANZAWA 「NewYear's Live 2020」-(2020年1月26日、KIWA TENNOZ)
- SEIJI TANZAWA AUTUMN LIVE 2020 -(2020年9月26日、MUSICASA)
- SEIJI TANZAWA BIRTHDAY LIVE 2021 - (2021年12月23日、BLUEMOOD)
- SEIJI TANZAWA BIRTHDAY LIVE 2022 - (2022年12月23日、BLUEMOOD)
- SEIJI TANZAWA FAN MEETING LIVE 2023 - (2023年3月19日、中目黒 楽屋)

#### ゲスト・サポート出演
- 渡辺貞夫New year concert2011年（2011年1月、軽井沢大賀ホール）
- SHISEIDO presents Christmas Gift Vol.19（2011年12月、NHKホール）
- Over The Raibow LIVE !!（2012年1月22日、下北沢モナレコード）[14]
- Gemstones Jazz Orchestra 2nd LIVE（2012年7月7日、新宿SOMEDAY）[15]
- NTR（2012年7月23日、GINZ）[16]
- 虹色オーケストラ[17]
  - 虹色オーケストラ（2012年10月27日、日本青年館大ホール）[18]
  - 虹色オーケストラ（2013年5月11日、神戸文化大ホール / 12月29日、大宮ソニックシティ大ホール）[19][20]
  - 虹色オーケストラ　少年と魔法のロボット（2014年3月1日、よこすか芸術劇場 / 12月17日、東京国際フォーラム ホールA）[21][22]
  - 虹色オーケストラ　透明のシンフォニー（2016年12月29日、大宮ソニックシティ / 2017年1月7日、オリックス劇場）[23]
- CONCERTO CONCERT VOL.2（2013年3月31日、エレクトーンシティ渋谷）[24]
- 第29回吉祥寺音楽祭　ミュージックフェスティバル2014　丹沢誠二SAXコンサートwith菊地友夏（2014年5月3日、吉祥寺アトレB1ゆらぎの広場）[25]
- 「恋人の聖地サテライト」大滝温泉天城荘オープニングセレモニー（2015年7月2日、伊豆最大の大滝　ＡＭＡＧＩＳＯ-天城荘-）[26]
- Stage Box Dance Project vol.2（2014年10月4日 - 5日、ヤマハエレクトーンシティ渋谷）[27]
- 『Lowland Jazz Groove on Tour』 - サックス （札幌共済ホール）[28]
  - Lowland Jazz Groove on Tour（2014年）
  - Lowland Jazz Groove on Tour（2015年9月9日）
  - Lowland Jazz Groove on Tour（2016年7月22日）
  - Lowland Jazz Groove on Tour（2017年9月7日）
  - Lowland Jazz Groove on Tour（2018年8月29日）
- Lowland Jazz -TOKYO TUC For All Jazz Lovers since1993.-（2015年2月15日、TOKYO TUC）[29]
- ハバネロサックスコンサート（2015年2月21日、山手ゲーテ座）[30]
- TWILIGHT JALL vol.6（2015年4月11日、イオンモール木更津）[31]
- 宇宙刑事ライブ（2015年4月12日、渋谷WWW）[32]
- ニコニコ超会議
  - ニコニコ超会議3 ニコニコ超パーティーⅢ（2014年4月26日、幕張メッセ）[33][34]
  - ニコニコ超会議2015 超演奏してみた DAY1（2015年4月25日、幕張メッセ）[35]
  - ニコニコ超会議2016 超音楽祭2016 DAY1（2016年4月29日、幕張メッセ） - 虹色オーケストラ [36]
- あこそら3〜Café de Soraru〜（2015年4月29日、新宿文化センター / 5月5日、森ノ宮ピロティーホール / 6月26日、渋谷公会堂）[37]
- 石附秀美門下 ピアノ発表会（2015年5月16日、東京オペラシティーリサイタルホール） - サックス [38][39]
- Kiramune Presents 吉野裕行 1st Live Tour “Charge” 第3弾 / Kiramune Presents 浪川大輔 3rd Live Tour “Hurricane” 第3弾（2015年6月20日 - 21日、舞浜アンフィシアター）[40]
- トラベリングオーガスト2015in東京オペラシティ（2015年8月22日 - 23日、東京オペラシティコンサートホール）[41]
- エスカーダ クリスマスガラパーティ（2015年12月5日、グランドハイアット東京）[42]
- NEVER SAY GOOD - BYE GRAND Cafe!  - Forever MINAMI -  GRAND Cafe LAST WALTS!（2016年5月5日、大阪グランカフェ）[43]
- ニクオン2016 -肉ハジケテ、音シタタル。-（2016年6月5日、錦糸公園）[44]
- 真琴つばさ「Mademoiselle chante le trise」（2016年6月10日、銀座 ヤマハホール）[45][46]
- BMW GROUP Tokyo Bayグランドオープニング ”THE NEXT 100 YEARS”（2016年7月8日、BMW GROUP Tokyo Bay）[47][48]
- WORLD BEER SUMMIT 2016（2016年8月6日、久屋大通公園 久屋広場）[49]
- - 吉田純也ソロライブ - 『My Favorite Things』
  - - 吉田純也ソロライブ - 『My Favorite Things』（2015年8月15日、morph-tokyo）[50]
  - - 吉田純也ソロライブ - 『My Favorite Things 2』（2016年8月15日、morph-tokyo）[51]
- 黒フェス2016〜白黒歌合戦〜（2016年9月6日、豊洲PIT）[52]
- サクソフォーンの響き×ミュージカル〜福井晶一氏を迎えて〜（2016年10月1日、三木記念ホール / 10月18日、座・高円寺2）[53]
- Fix Presents K2 14th Anniversary MORE THE MAN FROM DUSK TILL DOWN（2016年10月28日、渋谷RUIDO K2）[54]
- 豊永利行 2ndLIVE-Singing CROWN. Dancing CLOWN.-（2016年12月24日、豊洲PIT）[55]
- stars on planet - サックス、フルート 
  - stars on plene 2015（2015年7月11日、大宮ソニックシティ大ホール / 7月29日、福岡サンパレス大ホール / 8月1日、神戸文化ホール大ホール）[56][57] 等
  - stars on planet 2017（2017年7月17日、8月5日、大宮ソニックシティ）
  - stars on plenet -星の王子さまにさよならを-（2018年8月30日、国際フォーラムホールA）
- トラベリングオーガスト2017（2017年7月23日、東京オペラシティ）
- FUJI ROCK FESTIVAL 2017（2017年7月29日、苗場食堂 / 7月30日、orange cafe） - MORE THE MAN サックス [58][59]
- 夏の "踊らないワンマン"  - 豪華なフルバンド編成！生演奏でお届けします - （2017年8月6日、JZ Brat SOUND OF TOKYO） - ゲストサックス
- DAKS 2018春夏ロンドンファッションショー（2017年9月15日、The Langham, London Cavendish Place） - 演奏[60]
- スタミュFes（2017年10月8日、幕張メッセ国際展示場）
- MORE THE MAN FUJI ROCK ONCE AGAIN（2017年10月12日、渋谷RUIDO K2）[61]
- SECRET SPLENDOUR（シークレット スプレンダー）（2017年11月5日 - 19日、TBS赤坂ACTシアター/梅田芸術劇場シアター）
- レヴュー・スペクタキュラー『「SUPER VOYAGER!」 －希望の海へ－』（2017年11月10日 - 12月15日、宝塚大劇場）- サックス、フルート《海の見える街》
- 事務員Gは10年前の今日から始まったんですけど？（2017年12月1日、よみうり大手町ホール） - サックス
- 東京・春・音楽祭 – 東京オペラの森 2018 – 東京春祭 NIGHTCabaret（キャバレー）を巡る物語〜 1920年代の華やかなりし上海から、パリ、ベルリン、そして上野へ（2018年4月6日、東京キネマ倶楽部）- 演奏
- KIOI ROSE WEEK JAZZ LIVE（2018年5月18日、紀尾井テラス　紀尾井プラザ）[62]
- 第49回 YAMANO BIG BAND JAZZ CONTEST（2018年8月22日、府中の森芸術劇場 どりーむホール）- ゲスト [63]
- 2018年 錦裳会 東急百貨店 秋冬コレクション（2018年9月9日、渋谷東急百貨店）[64][65]
- EIKICHI YAZAWA 69th ANNIVERSARY TOUR 2018年 STAY ROCK（2018年9月15日、東京ドーム）[66]
- OTEMACHI PLACE OPENING STAGE！（2018年9月25日、大手町プレイス　サンクンガーデン）[67]
- MONSTER STRIKE 5th Anniversary Party（2018年9月30日、大森ベルポート）[68]
- KIOI X-MAS JAZZ LIVE 丹沢 誠二カルテット（2018年12月18日、紀尾井テラス　花の広場）[69]
- Zimuboard Live 2018 -生がお好きなRequest Award-』 - サックス （2018年12月28日、SELENE b2）
- オーケストラ「スタミュ高校星歌劇」（2019年2月9日 - 10日、すみだトリフォニーホール） - ゲストソリスト
- 北川尚弥 バレンタインイベント（2019年2月11日、浅草橋ヒューリックホール） - 1部ゲスト
- マビノギパーティー2019（2019年4月13日、日経ホール）[70]
- Lowland jazz 6周年記念 LIVE（2019年4月17日、Motion Blue YOKOHAMA）[71]
- Lowland Jazz@CottonClub - (2021年5月22日、COTTON CLUB)
- 矢沢永吉全国ツアー 「I'm back!! ～ROCKは止まらない〜」 - (2021年12月15日、18日、19日、日本武道館)(2021年12月25日、横浜アリーナ)
- 宝塚歌劇 月組『今夜、ロマンス劇場で』『FULL SWING!』 - (2022年1月1日-1月31日 / 宝塚大劇場、2022年2月25日-3月27日 / 東京宝塚劇場)
- Lowland Jazz@勝央文化ホール - (2022年3月6日 / 岡山、勝央文化ホール)
- 宝塚歌劇 雪組『夢介千両みやげ』『Sensational!』 - (2022年3月19日-4月18日 / 宝塚大劇場、2022年5月11日-6月12日 / 東京宝塚劇場)
- 宝塚歌劇 宙組『HIGH＆LOW -THE PREQUEL-』『Capriciosa!!』 - (2022年8月27日-9月26日 / 宝塚大劇場、2022年10月15日-11月20日 / 東京宝塚劇場)
- ミュージカル「BE MORE CHiLL』 - (2022年7月25日-8月10日 / 新国立劇場中劇場、2022年8月20日、21日 / キャナルシティ劇場、2022年8月27日-29日 / COO+ JAPAN PARK OSAWA WWホール)
- 宝塚歌劇 星組『ディミトリ～曙光に散る、紫の花～』『JAGUAR BEAT-ジャガービート-』 - (2022年11月12日-12月13日 / 宝塚大劇場、2023年1月2日、3日、14日-2月12日 - 東京宝塚劇場)
- 宝塚歌劇 花組『ENCHANTEMENT-華麗なる香水-』 - (2023年1月1日-1月30日 / 宝塚大劇場、2023年2月18日-3月19日 / 東京宝塚劇場）
- CDTVライブ!ライブ!30周年記念スペシャルライブ - (2023年4月3日、TBS）

### 参加作品
- VA『モナレコードのおいしいおんがく - 夢で逢いましょう - 』くろみつときなこ「雨はしる」（2012年7月18日） - ソプラノサックス
- Lowland Jazz 1st Album『HUB_POINT』（2014年6月14日）
- Lowland Jazz 2nd Album『BIGBAND FOR ANIME SONGS』（2015年3月4日）
- 松崎しげる with 虹色オーケストラ『からくりピエロ』（2016年9月6日）
- 映画『巫女っちゃけん。』（2018年2月3日公開） - 劇中音楽にLowland Jazzとして参加
- テレビ朝日『快盗戦隊ルパンレンジャーVS警察戦隊パトレンジャー』 - 主題歌・挿入歌の演奏にLowland Jazzとして参加
- NHK『おしりたんてい』 - 作中音楽
- 映画『一度死んでみた』劇中音楽にサックス、フルートで参加。(2020年3月20日公開)
- テレビ朝日『特捜9』劇伴参加。(2020年4月8日～放送
- Mia REGINA 『I got it!』(2020年4月22日発売)アルトサックスにて参加。
- 超特急  ニューシングル『Stand up』内M3『Table Manner』にテナーサックスで参加。(2020年6月10日発売)
- 古川慎 3rdシングル『本日モ誠ニ晴天也』アルトサックスにて参加。Lowland Jazz名義 (2020年7月29日発売) ※TVアニメ『啄木鳥探偵處』オープニング主題歌。
- 映画おしりたんてい スフーレ島のひみつ 劇伴にて参加。(2021年8月13日公開)
- 宝塚歌劇『ODYSSEY-The Age of Discovery-』(2022年2月レコーディング)

### ラジオ
- ごごラジ！（2016年11月8日、NHKラジオ第一） - ゲスト
- 渋谷のサンデー（2018年3月11日、渋谷のラジオ） - ゲスト

### 書籍
- 『月刊ピアノ』
  - 『月刊ピアノ』2018年7月号 Artist Interview（ヤマハミュージックメディア出版、2018年6月20日）
  - 『月刊ピアノ』2018年11月号 Artist Interview（ヤマハミュージックメディア出版、2018年10月20日）
- 『キャストサイズ』 夏の特別号2018年（三才ブックス出版、2018年7月20日）

### MV
- ドレスコーズ『贅沢とユーモア』（2015年）- テナーサックス[72]
- 華原朋美『ズルい女 feat. はたけ （シャ乱Q）』（2015年）- テナーサックス[73]
- ℃-ute『何故 人は争うんだろう？』（2016年） - テナーサックス[74]
- Mia REGINA 『I got it!』(2020年4月22日発売)   -アルトサックス

### CM
- ABCマート『HAWKINS/ホーキンス ビジネスシューズ DRY篇』 - 音楽[75]